# Wendelin Wiedeking
Wendelin Wiedeking (Ahlen, 28 de agosto de 1952) é um empresário alemão.
Foi entre 1993 e 2009 o CEO da Porsche AG. Desde Janeiro de 2006, ele era um membro do Conselho de Administração da Volkswagen AG e desde 2007 também presidente do conselho da Porsche Automobil Holding SE. Em 23 de julho de 2009, ele renunciou ao cargo. 